# Josef Degeorgi
Josef Degeorgi (ur. 19 stycznia 1960 w Bad Vöslau) – piłkarz austriacki grający na pozycji obrońcy.

## Kariera klubowa
Karierę piłkarską Degeorgi rozpoczął w klubie Bad Vöslau. Następnie przeszedł do Admiry Wacker Wiedeń. W sezonie 1977/1978 zadebiutował w jego barwach w austriackiej Bundeslidze i od czasu debiutu był podstawowym zawodnikiem Admiry. W klubie z Wiednia grał do końca sezonu 1981/1982.
Latem 1982 Degeorgi został zawodnikiem Austrii Wiedeń. W 1984 roku osiągnął z Austrią swój pierwszy sukces w karierze, gdy został mistrzem kraju. W 1985 roku ponownie wygrał mistrzostwo kraju, a w 1986 roku sięgnął po dublet - mistrzostwo i Puchar Austrii. Z kolei w 1990 roku zdobył swój drugi w karierze krajowy puchar. W barwach Austrii rozegrał 185 meczów i strzelił 9 goli.
W 1990 roku Degeorgi wrócił do Admiry Wacker Wiedeń. W 1991 roku został piłkarzem VfB Mödling. Następnie grał w amatorskich Rohrbach i Bad Vöslau. W 1996 roku zakończył karierę.
| Sezon   | Klub                 | Kraj    | Rozgrywki   | Mecze | Bramki |
| ------- | -------------------- | ------- | ----------- | ----- | ------ |
| 1977/78 | Admira Wacker Wiedeń | Austria | Bundesliga  | ?     | ?      |
| 1978/79 | Admira Wacker Wiedeń | Austria | Bundesliga  | ?     | ?      |
| 1979/80 | Admira Wacker Wiedeń | Austria | Bundesliga  | 29    | 0      |
| 1980/81 | Admira Wacker Wiedeń | Austria | Bundesliga  | 32    | 1      |
| 1981/82 | Admira Wacker Wiedeń | Austria | Bundesliga  | ?     | ?      |
| 1982/83 | Admira Wacker Wiedeń | Austria | Bundesliga  | ?     | ?      |
| 1983/84 | Austria Wiedeń       | Austria | Bundesliga  | 16    | 1      |
| 1984/85 | Austria Wiedeń       | Austria | Bundesliga  | 29    | 1      |
| 1985/86 | Austria Wiedeń       | Austria | Bundesliga  | 26    | 1      |
| 1986/87 | Austria Wiedeń       | Austria | Bundesliga  | 21    | 2      |
| 1987/88 | Austria Wiedeń       | Austria | Bundesliga  | 22    | 1      |
| 1988/89 | Austria Wiedeń       | Austria | Bundesliga  | 23    | 2      |
| 1989/90 | Austria Wiedeń       | Austria | Bundesliga  | 20    | 1      |
| 1990/91 | Admira Wacker Wiedeń | Austria | Bundesliga  | ?     | ?      |
| 1991/92 | VfB Mödling          | Austria | 2. Division | ?     | ?      |
| 1992/93 | VfB Mödling          | Austria | Bundesliga  | ?     | ?      |

## Kariera reprezentacyjna
W reprezentacji Austrii Degeorgi zadebiutował 24 marca 1982 roku w wygranym 3:2 towarzyskim spotkaniu z Węgrami. W 1982 roku był w kadrze Austrii na Mundialu w Hiszpanii. Na tym turnieju zagrał w 4 meczach: z Chile (1:0), z Algierią (2:0), z RFN (0:1) i z Francją (0:1). Od 1976 do 1989 roku rozegrał w kadrze narodowej 30 meczów i strzelił jednego gola.